# Transfer pricing
L'espressione transfer pricing identifica il procedimento per determinare il prezzo "congruo" (o "transfer price") in un'operazione avente ad oggetto il trasferimento della proprietà di beni/servizi/intangibili avvenuta tra entità appartenenti allo stesso gruppo multinazionale. Dunque, la disciplina del transfer pricing ha l'obbiettivo di determinare il prezzo (o il margine di profitto) espressivo del "principio di libera concorrenza"  (o "arm's length principle") per le transazioni che intercorrono tra due imprese associate e residenti in Paesi diversi (cd. operazioni cross-border) come ad esempio due controparti di una multinazionale.
Le transizioni soggette a transfer pricing sono dette "operazioni controllate" (o “controlled transactions”). Queste ultime si distinguono da quelle che si realizzano tra imprese che non sono tra loro collegate, le quali si assume che operino indipendentemente nello stabilire termini e condizioni della transazione ossia conformemente al principio di libera concorrenza. Tale distinzione è dovuta al fatto che il soggetto economico nelle operazioni controllate è comune per entrambe le parti coinvolte e ciò potrebbe configurare un arbitraggio nella riapartizione della base imponibile tra Stati a seconda del diverso peso fiscale degli stessi. Il transfer pricing si applica a prescindere dal livello di tassazione effettiva vigente nei Paesi in cui sono residenti o localizzate le imprese del gruppo coinvolte. 
Al fine di valutare la congruità del transfer price, esistono cinque metodi sanciti dalle Linee Guida OCSE distinti tra metodi tradizionali e metodi reddituali.

## Identificazione di gruppo di aziende
Per aziende appartenenti ad un gruppo si intendono tutte le società controllate, società controllanti, o società controllate direttamente od indirettamente dallo stesso soggetto. Il controllo può essere di diritto o di fatto. Ai sensi del Decreto Ministeriale 14 maggio 2018, sono soggette alla disciplina del transfer pricing anche quelle entità per le quali sussiste una cd. "influenza dominante". Il concetto di influenza dominante è da sempre incluso nella Circolare n. 32 del 1980, la quale venne rilasciata al fine di interpretare la prima edizione delle Linee Guida OCSE del 1979.

## Normativa
La normativa italiana è contenuta nell'art. 110, comma 7 del TUIR, il quale dispone che i componenti positivi di reddito derivanti da operazioni infragruppo sono valutati in base al "principio di libera concorrenza". A norma dell'art. 59 del Decreto Legge n. 50 del 2017, l'art. 110 comma 7 abbandona il riferimento al "valore normale" ex art. 9 comma 4 del TUIR per uniformare la normativa italiana alle direttive OCSE in materia di prezzi di trasferimento. 
Il Decreto Ministeriale del 14 maggio 2018 contiene le disposizioni attuative del novellato art. 110, comma 7 del TUIR. Si rileva che il testo di tale Decreto Ministeriale è stato oggetto di consultazione pubblica avviata dal MEF. 

## Oneri documentali e protezione da eventuali sanzioni
Ai sensi del Provvedimento del Direttore dell'Agenzia delle Entrate datato 23 novembre 2020, le società multinazionali possono produrre una specifica documentazione (Documentazione Nazionale e Masterfile) ai fini del transfer pricing per beneficiare della "penalty protection". La predisposizione della documentazione relativa ai prezzi di trasferimento va preventivamente indicata nel modello Unico. Tale regime ha natura opzionale e non obbligatoria. 
In sede di verifica, qualora tale documentazione venga riconosciuta, il contribuente può beneficiare di un regime premiale consistente nella disapplicazione di sanzioni eventualmente dovute sul maggior imponibile ripreso a tassazione. 